# Eliotia kazuyai
Eliotia kazuyai är en fjärilsart som beskrevs av Hayashi 1979. Eliotia kazuyai ingår i släktet Eliotia och familjen juvelvingar. Inga underarter finns listade i Catalogue of Life.